# 前海灣

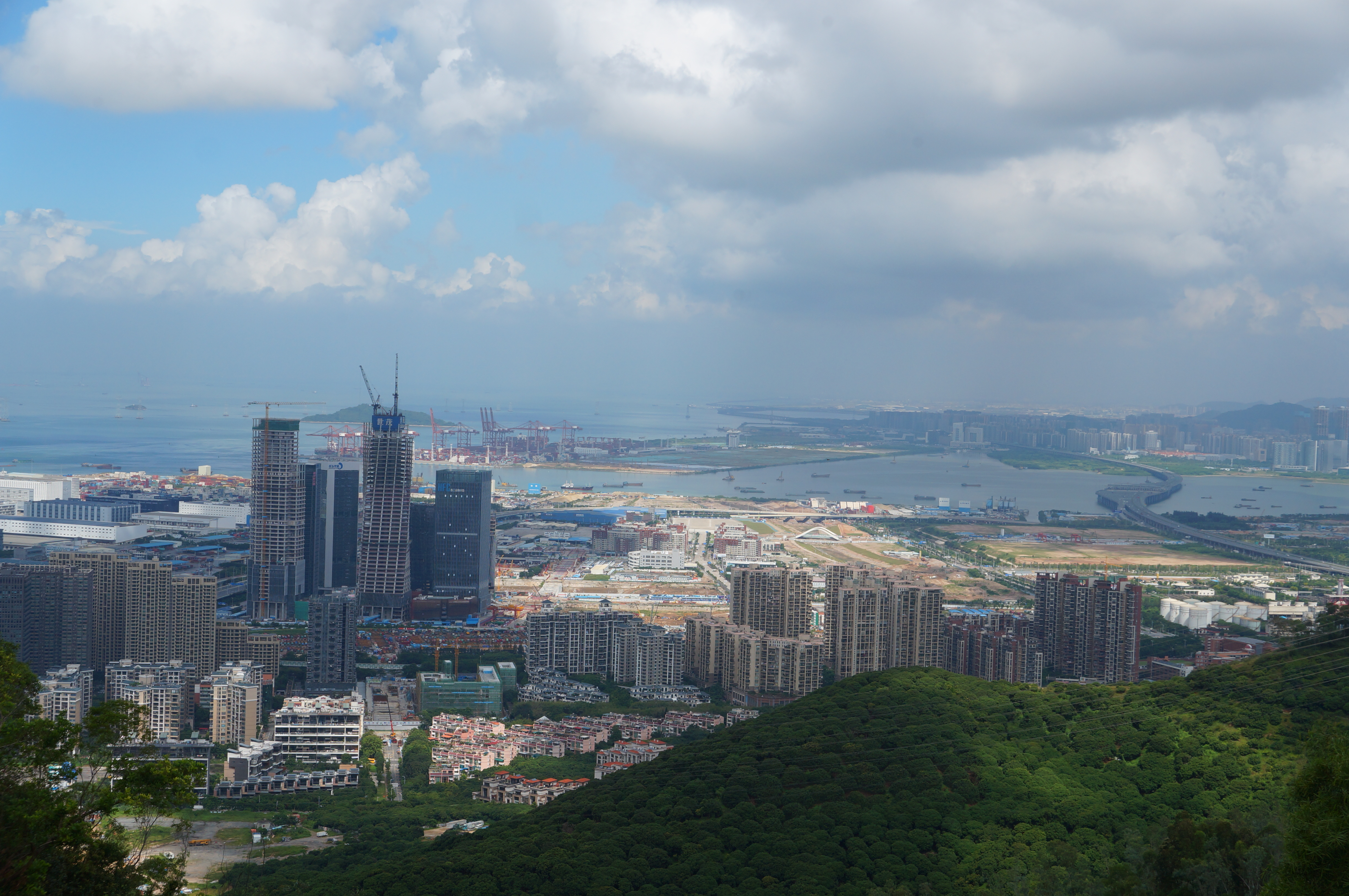
前海灣和發展中的前海

前海灣，簡稱前海，又名大铲湾（英語：Tai Shan Bay），是中國廣東省深圳市南山區南头半岛西岸的海灣，面积约300平方公里。位于南头半岛东侧的海灣，則為后海灣（深圳湾）。前海灣海岸建有前海湾保税港区。
从行政区划上，大铲湾地区特指属于深圳市宝安区的部分，而前海属于深圳市南山区的部分。

## 地名沿革
前海湾清朝中期称“南头海”
嘉庆年间的《新安县志》卷之四《山水畧·水》载：“南头海在南头一里。两粤诸水合珠江，经虎门，绕南山，逶迤而东，海中有乌、白二石对峙中流。”当时南头古城西侧全为汪洋大海。而海中的乌石，白石，今为深圳西站一带。

## 經濟
2012年4月，深圳市通過《改善金融服務，支持實體經濟發展》文件，意見包括加快推進深港銀行跨境人民幣貸款業務試點，利用香港低成本人民幣資金支援前海發展，並擬於年內設立前海股權交易中心。
2013年7月26日是前海首次將商用地皮提出公開競投，兩幅地皮T201-0077和T201-0075均位於前海北部的桂灣片區，建築面積分別為345萬及484萬呎，底價分別為35億元和47億元
由卓越地產，爆冷以合共近124億元（人民幣．下同）。0077及0075地皮的成交價分別為51.89億及71.8億元，囊括兩地，連環刷新深圳地王拍賣紀錄。
2013年8月15日華潤置地以109億元人民幣競得，較底價67.2億元人民幣高出62.2%，投得前海第三宗出讓地塊T201-0077
以成交價計，這塊地皮每平方米建築面積地價約21670元，佔地約6.18萬平方米，建築面積50.3萬平方米，土地使用期為40年。

## 交通
- 前海灣站

## 毗鄰
- 后海灣
- 大鏟島
- 蛇口
- 寶安機場
- 深港西部通道

## 相關企業

### 土地發展商
- 招商局國際(00144) [1]
- 深圳國際(00152)
- 中集集團(02039)

### 金融機構
- 恒生
- 東亞
- 滙控
- 建行
- 招行
- 中科創金融控股集團